# Eidenberg
Eidenberg là một đô thị thuộc huyện Urfahr-Umgebung thuộc bang Oberösterreich, Áo. Đô thị Eidenberg có diện tích 29 km², dân số thời điểm năm 2006 là 1954 người.